# Abrothrix lanosa
Abrothrix lanosa is een zoogdier uit de familie van de Cricetidae. De wetenschappelijke naam van de soort werd voor het eerst geldig gepubliceerd door Thomas in 1897.

## Verspreidingsgebied
De soort wordt aangetroffen in Chili en Argentinië.